# الحسن علي بن حسن القاهر
ولد الاِمام حسن علي بن الحسن بن محمد بن علي بن نزار سنة 539 هـ ، في قلعة آلموت ، وتولّى الاِمامة بعد وفاة أبيه سنة 557 هـ. وكان أول الائمة الذي اعلنوا عن انفسهم بعد موت نزار وبذلك أصبح حاكما لقلاع الحشاشين واحتفلت الإسماعيلية بذلك الإعلان لمدة عشرة أيام وعرف ذلك بعيد القيامة. وتوفي في السادس من ربيع الأول 561ه.
| قبله: القاهر بقوة اللّه حسن بن محمد بن علي بن نزار | أئمة الإسماعيلية النزارية | بعده: أعلى محمد بن الاِمام الحسن علي |